# Neogene reevei
Neogene reevei is een vlinder uit de familie van de pijlstaarten (Sphingidae). De wetenschappelijke naam van de soort werd in 1882 gepubliceerd door Herbert Druce.